# Cecilia Young
Cecilia Young, (Cecilia Arne) (Londra, gennaio 1712 – Londra, 6 ottobre 1789), fu uno dei più grandi soprani inglesi del XVIII secolo, la moglie del compositore Thomas Arne e la madre del compositore Michael Arne.

Secondo lo storico della musica Charles Burney, aveva
Faceva parte di una nota famiglia inglese di musicisti che comprendeva diversi cantanti professionisti e organisti. La Young ebbe moltissimo successo tramite la stretta collaborazione con Georg Friedrich Händel. È apparsa in molti dei suoi oratori ed opere comprese le prime di Ariodante (1735), Alcina (1735), di Alexander's Feast (1736) e Saul (1739).

## Biografia

### Primi anni, educazione e inizio carriera

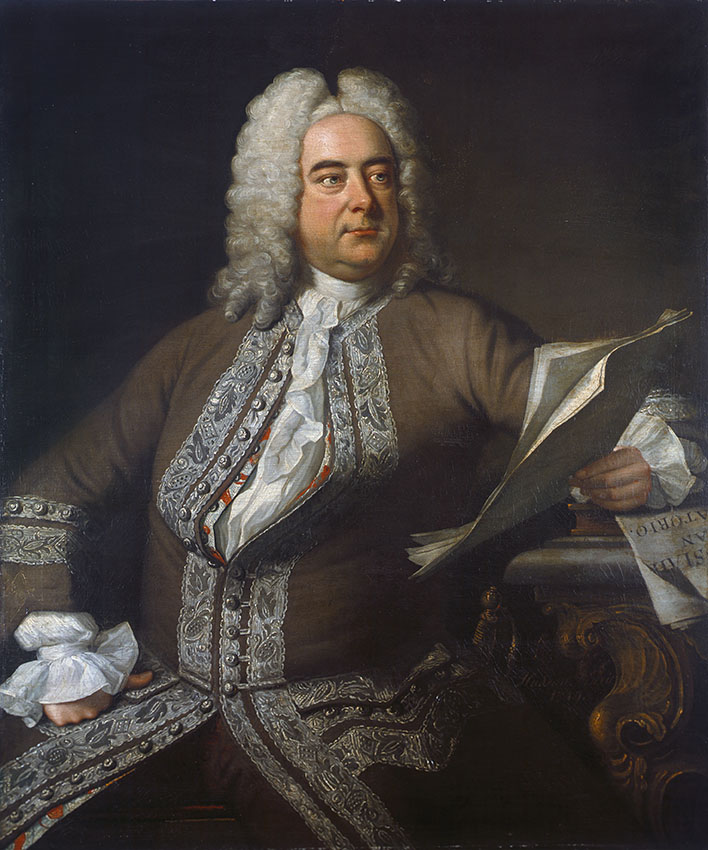
Georg Friedrich Händel, uno stretto amico di Cecilia e di suo marito Thomas Arne

Cecilia Young è nata a Londra nel mese di gennaio 1712 e fu battezzata il successivo 7 febbraio. Era nata nella ben nota famiglia Young di musicisti e sia suo padre, Charles Young, che suo fratello, Anthony Young, erano organisti ben noti e compositori minori. Le più anziane delle quattro sorelle minori di Cecilia, Isabella e Esther, erano anch'esse cantanti di successo. Benché suo fratello minore Charles fosse un impiegato presso il Ministero del Tesoro e non un musicista professionista, le sue figlie Isabella, Elizabeth e Polly seguirono le orme delle loro zie e diventarono cantanti di successo.
I suoi primi studi musicali giovanili furono sotto suo padre, ma poi finalmente divenne allieva di Francesco Geminiani. Fece il suo debutto come cantante professionista in una serie di concerti nel mese di marzo 1730. Come cantante operistica due anni dopo, in una produzione di John Frederick Lampe, il fratellastro e J. S. Smith. Nel corso dei successivi due anni, oltre alle loro, apparve in molte altre opere. Per la sua collaborazione con Lampe, la Young incontrò il giovane compositore e suo futuro marito Thomas Arne. Apparve nella sua prima opera Rosamunda il 7 marzo 1733.
Nel 1734 Young incontrò Georg Friedrich Händel dopo che il compositore l'aveva sentita in un concerto. Colpito dalla giovane cantante, decise immediatamente di ingaggiarla per tratteggiare il personaggio di Dalinda nella sua ultima opera Ariodante. L'opera debuttò al Covent Garden Theatre l'8 gennaio 1735 e la prestazione della Young, insieme al resto del cast, fu accolta con entusiasmo. Questo fu l'inizio di una fruttuosa collaborazione tra la Young e Händel, che sarebbe durata per tutto il successivo decennio. Apparve in molte delle sue produzioni, tra cui il ruolo di Morgana nella prima mondiale di Alcina (1735) e nelle prime mondiali degli oratorî Alexander's Feast  (secondo soprano, 1736) e Saul (Merab, 1739). Cantò anche come protagonista nella prima esecuzione di Londra di Athalia ed apparve in diverse riprese dei lavori del compositore durante i primi anni 1740 

### Maturità e carriera

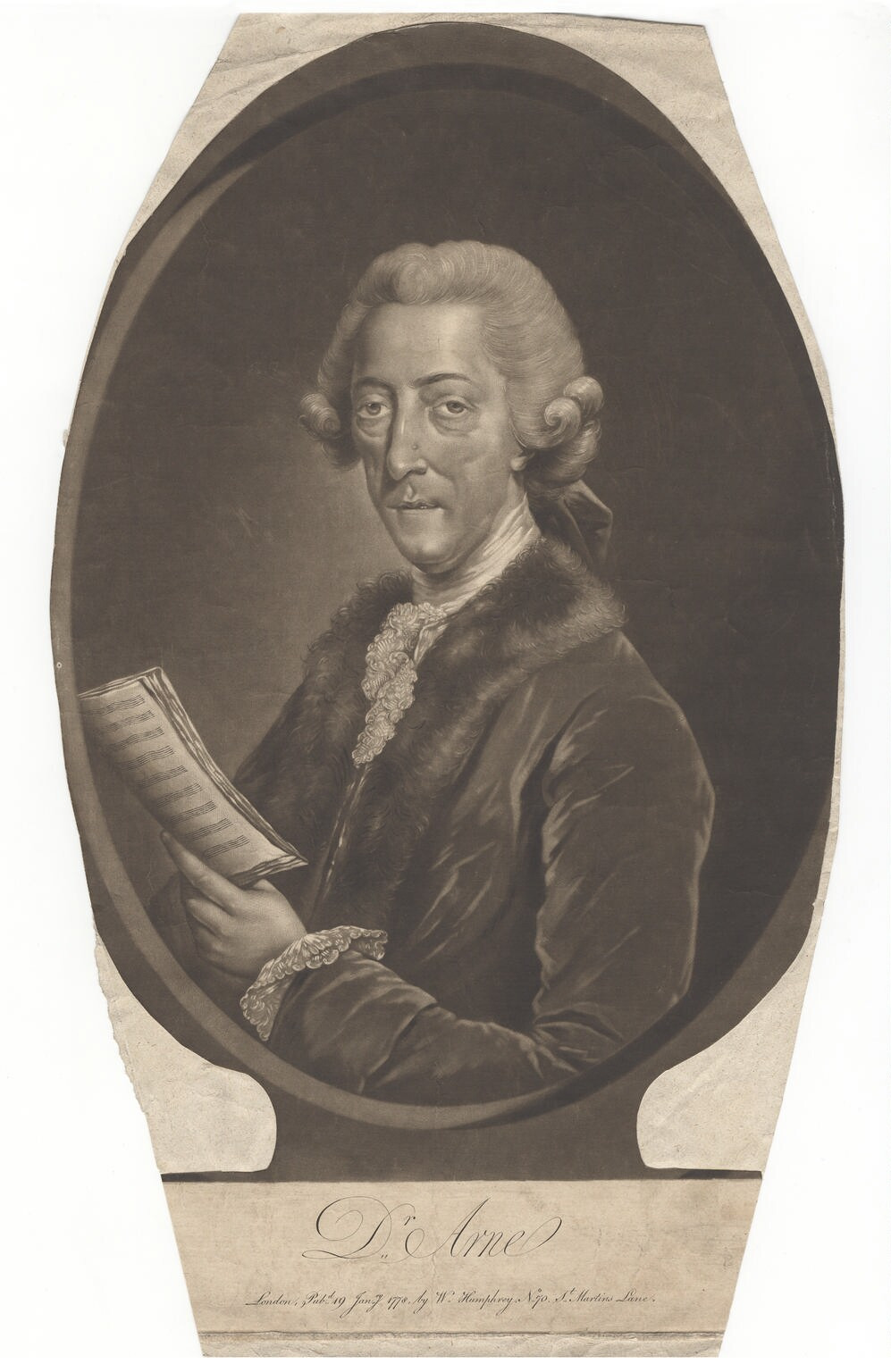
Thomas Augustine Arne

Dal 1736, la Young era sentimentalmente legata al compositore Thomas Arne. Il padre, però, si opponeva al loro matrimonio perché Arne era un cattolico romano e non seguiva gli insegnamenti della Chiesa d'Inghilterra. Contro la volontà del padre, la Young sposò Arne il 15 marzo 1737. Dopo il loro matrimonio, apparve in molte delle produzioni teatrali del marito tra cui il masque immensamente popolare Comus (1738), Alfred (1740), e Il giudizio di Paride (1742). Il canto della Young e le sue forti doti di attrice divennero strumenti indispensabili al marito e contribuirono notevolmente ai suoi primi successi duraturi.
Nel tardo 1740 oppure all'inizio del 1741, la Young diede alla luce il suo unico figlio Michael Arne che sarebbe cresciuto fino a diventare un compositore. Fino a questo momento, la carriera della Young era stata confinata quasi esclusivamente a Londra. Tuttavia questo cambiò quando la sorellastra e celebre attrice e cantante Susannah Arne si trasferì a Dublino nel dicembre 1741 al fine di evitare lo scandalo che circondava il suo matrimonio recentemente fallito con l'attore Theophilus Cibber. Susannah iniziò ad esibirsi a Dublino con Händel nella primavera del 1742. Cantò in particolare gli assoli da contralto nella prima esecuzione del Messiah di Händel il 13 aprile. Il loro successo convinse Thomas Arne e Cecilia a tentare la fortuna a Dublino e ben presto vi giunsero, insieme con il tenore Thomas Lowe, nel giugno successivo. Gli Arne rimasero per due stagioni a Dublino e misero in scena una serie di oratori di Händel oltre a numerose opere di Thomas. La Young cantò nella maggior parte di questi concerti, tra cui la première del primo oratorio del marito La morte di Abele allo Smock Alley Theatre di Dublino il 18 febbraio 1744. Young diede anche un concerto da solista a Dublino quell'anno che fu accolto con entusiasmo.

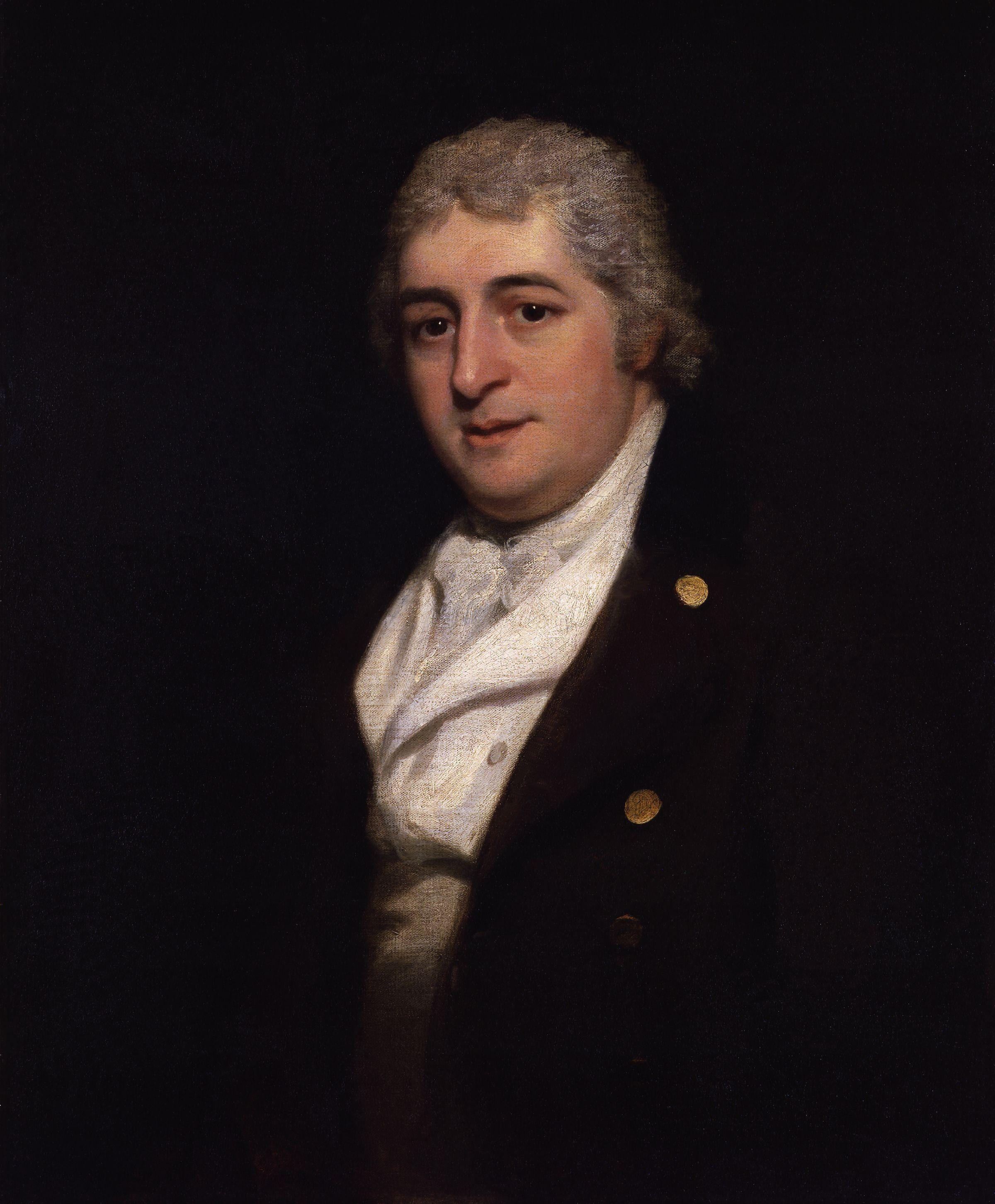
Il musicista e drammaturgo Charles Dibdin era amico e collega di Thomas e Cecilia Arne. Egli disse: "la signora Arne era deliziosamente accattivante. Non c'era nulla nel suo canto o nella sua natura che non fosse dolcezza e semplicità."

Gli Arne tornarono a Londra nel mese di agosto 1744. Poco dopo, Thomas Arne iniziò una lunga e fruttuosa collaborazione con i concerti nei London's pleasure gardens dove le esibizioni canore divennero una delle forme regolari di intrattenimento. Diventò il compositore ufficiale nominato per Vauxhall nel 1745 e ha anche presentato del lavoro presso i Marylebone e Ranelagh Gardens. La Young si esibì in molti di questi concerti nel 1745 e il 1746 tra cui Colin e Phoebe che, secondo Charles Burney, fu "costantemente bissato ogni notte per più di tre mesi".

### Tarda età e carriera
Nel 1746 Young cominciò ad avere problemi di salute intermittenti che l'avrebbe afflitta per il resto della sua vita. Di conseguenza, le sue apparizioni di canto diventarono molto meno frequenti e lei è apparve solo in una manciata di ruoli teatrali nel successivo decennio, l'ultimo dei quali fu il ruolo di Britannia in Eliza di Arne nel 1754. La sua attività concertistica è stata anche molto diminuita con le sue sole apparizioni notevoli in una stagione concertistica invernale nel 1748 a Dublino con i Lampes, dove cantò nel ruolo di Galatea in Aci e Galatea di Händel e alcuni concerti intermittenti a Londra tra 1747-1754. Ad aggravare i suoi problemi, il suo matrimonio stava diventando sempre più infelice. Nel 1755 la coppia tornò a Dublino per spettacoli all'Alley Theatre Smock e mentre erano là il matrimonio si ruppe e Thomas lasciò Cecilia in Irlanda con la sua giovane nipote Polly. Thomas presentò istanza di separazione legale sostenendo che lei era malata di mente. Accettò di sostenerla con 40 £ l'anno, anche se nel 1758 la sua amica Mrs Delany scrisse che lei era "molto avvilita", insegnando canto a Downpatrick: "Lei è stata gravemente usata da un cattivo marito, e ha sofferto fino a morire di fame, se lei non avesse incontrato persone caritatevoli ". Tuttavia, altri dati indicano che ricevette una ragionevole quantità di denaro dalla vendita delle collezioni pubblicate della sua musica.
La Young tornò a Londra con Polly nel 1762. Che sia nota fece solo un'altra esecuzione pubblica, apparendo in un concerto di beneficenza a favore di Polly e suo marito, il compositore François-Hippolyte Barthélémon, nel 1774. Si è riconciliata con il marito poco prima della sua morte, avvenuta nel 1778, dopo di che ha vissuto con Polly e François fino alla sua morte a Londra nel 1789.